# Адамівський (пам'ятка природи)
Ада́мівський — гідрологічна пам'ятка природи між селами Адамівка та Слобідка Деражнянського району на Хмельниччині. Була оголошена рішенням Хмельницького облвиконкому № 7 від 25.10.1992 року.

## Опис
Заболочена місцевість з типовою рослинністю.
Площа — 169 га.

## Скасування
Станом на 01.01.2016 року об'єкт не міститься в офіційних переліках територій та об'єктів природно-заповідного фонду, оприлюднених на Єдиному державному вебпорталі відкритих даних http://data.gov.ua/ [Архівовано 4 травня 2016 у Wayback Machine.]. Проте ні в Міністерстві екології та природних ресурсів України, ні у Департаменті екології та природних ресурсів Хмельницької обласної державної адміністрації відсутня інформація про те, коли і яким саме рішенням було скасовано даний об'єкт природно-заповідного фонду..